# 王浩 (皮划艇运动员)
王浩（1993年10月17日—），中国皮划艇运动员，2017年亚洲皮划艇竞速锦标赛男子双人划艇1000米和男子四人划艇1000米银牌得主、2018年亚洲运动会男子双人划艇1000米金牌得主、2019年世界皮划艇竞速锦标赛男子双人划艇1000米金牌得主。